# بسیته
بسیته (به اسپانیایی: Beceite) یک شهرستان در اسپانیا است که در استان تروئل واقع شده‌است.

## خصوصیات
بسیته ۹۶ کیلومترمربع مساحت و ۶۰۳ نفر جمعیت دارد.